# Science en Indonésie

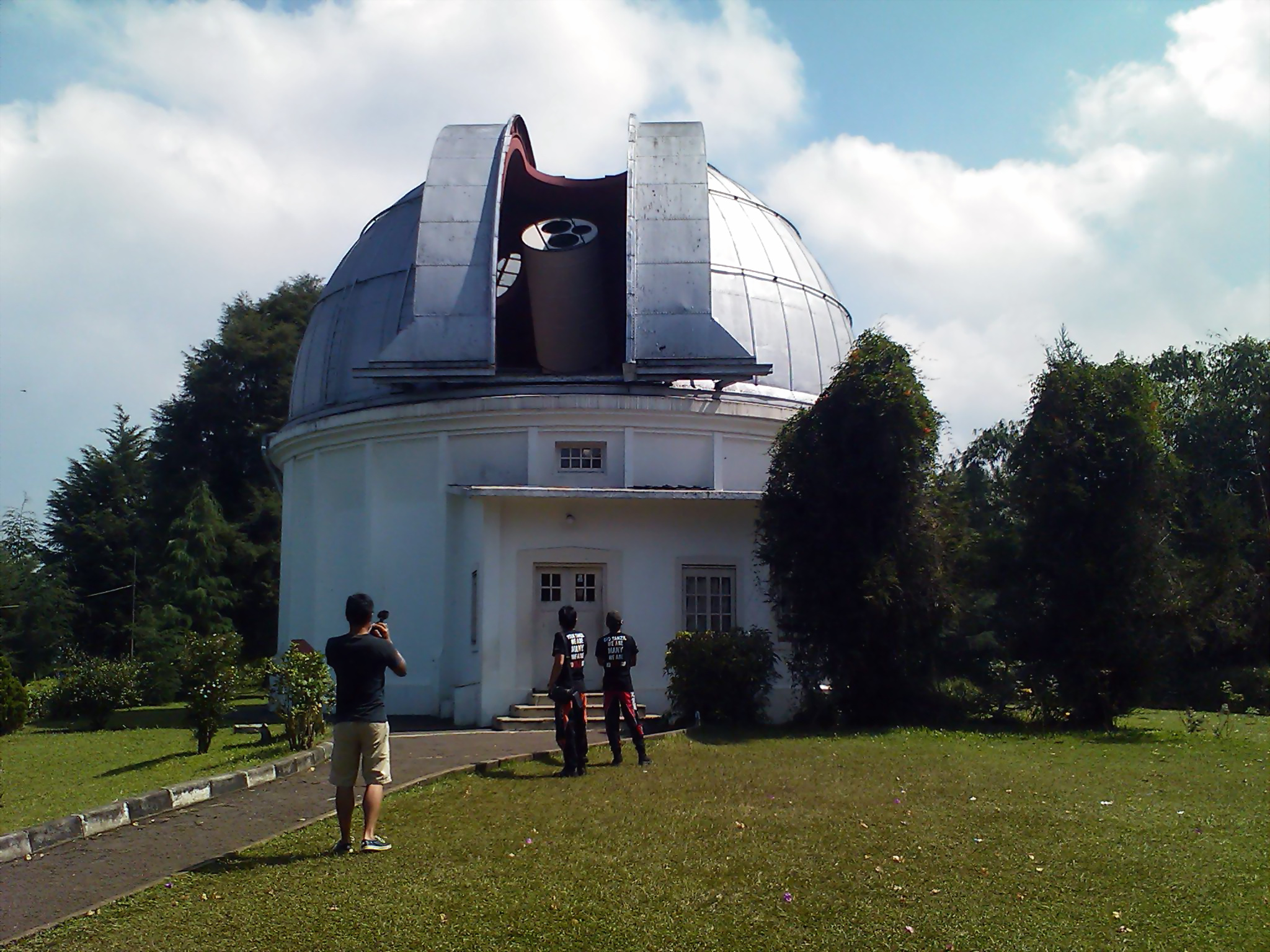
Observatoire Bosscha de l'Institut technologique de Bandung

La république d'Indonésie a proclamé son indépendance le 17 août 1945 après plus 350 années de domination néerlandaise. La science en Indonésie fut organisée dès l'époque coloniale ce qui participa au développement technologique de l'archipel. Cela n'empêche pas le pays d'avoir connu des développements scientifiques et techniques antérieurs, par exemple à travers des techniques traditionnelles utilisées dans l'agriculture ou la navigation.
En 2005, Web of Science recensait 560 publications scientifiques venant d'Indonésie. En 2003, les exports de produits de haute technicité représentaient 14 % du total des exports, ce qui est peu par rapport aux autres grands pays d'Asie du Sud-Est.

## Investissements
En 2002, la part du produit intérieur brut investie dans les sciences et technologies était de 1 239 millions de roupies indonésiennes, 635 millions pour la recherche et le développement. En 2000, le financement en R&D provenait à 68,6 % de l'État, 5,6 % des universités et 25,7 % du secteur privé.

## Institutions
Parmi les principales institutions de recherche et développement du pays, on peut citer :
- L'Institut indonésien des sciences (Lembaga Ilmu Pengetahuan Indonesia ou LIPI), qui consiste en 47 centres de recherche dans des domaines aussi divers que la physique, la chimie, la biologie, l'économie, la science politique ou les sciences humaines et sociales.
- L'Institut national pour l'énergie atomique (Badan Tenaga Nuklir Nasional ou BATAN) chargé de trois réacteurs nucléaires utilisés à des fins de recherche et qui sont situés à Bandung, Banten et Sleman.
- L'Agence pour l'évaluation et l'application de la technologie (Badan Pengkajian dan Penerapan Teknologi ou BPPT) qui collabore avec le gouvernement pour établir des politiques nationales.
- L'Institut national de l'aéronautique et de l'espace (Lembaga Penerbangan dan Antariksa Nasional  ou LAPAN), agence spatiale créée en 1963.
- Le Badan Informasi Geospasial (BIG) chargé des sondages et de la cartographie.
- L'Institut national de standardisation (Badan Standardisasi Nasional ou BSN), membre de l'Organisation internationale de normalisation.

L'Indonésie compte de nombreuses universités. On peut citer, parmi les plus réputées, l'Université d'Indonésie, l'Institut technologique de Bandung et l'Université Gadjah Mada, qui proposent des cursus en science.

## Domaines principaux

### Agriculture
Dans les années 1980 et 1990, le gouvernement a beaucoup subventionné la recherche agricole. L'exploitation forestière est un secteur économique important en Indonésie et accueille notamment le Centre de recherche forestière internationale.

### Aéronautique
Dans les années 1970, le président B. J. Habibie, alors qu'il était ministre de la recherche et de la technologie pour le dictateur Soeharto, a entrepris une politique en faveur du développement de l'industrie aéronautique avec une assistance technologique étrangère. L'Industrie aéronautique de l'archipel (IPTN) a été fondé en 1976. Elle a assemblé des avions pour Construcciones Aeronáuticas Sociedad Anónima (Espagne) et des hélicoptères pour Aérospatiale (France) et Messerschmitt (Allemagne). Le premier avion indonésien original est l'IPTN N-250 (en), un avion de 50 places construit à 194 exemplaires à partir de 1986.

### Biotechnologie
En octobre 1994, l'État a créé le Consortium de biotechnologie (IBC) dont le but est de développer et d'utiliser les apports de la biotechnologie pour le profit de la population, du pays et de la conservation de l'environnement. 34 institutions gouvernementales travaillent dans le secteur de la biotechnologie. En 2005, le pays a accueilli le BINASIA-Indonesia National Workshop pour promouvoir l'investissement dans ce secteur.